# Zhang Jing
Zhang Jing (em chinês:  张 婧; Longyan, 16 de junho de 1996) é uma jogadora de polo aquático chinesa.

## Carreira
Zhang fez parte da equipe da China que finalizou na sétima colocação nos Jogos Olímpicos de 2016, no Rio de Janeiro.